# Macrognathus albus
Macrognathus albus — вид злитнозяброподібних риб родини Хоботорилі (Mastacembelidae).

## Поширення
Вид є ендеміком Індії, зустрічається лише у річці Манімала у штаті Керала.

### Середовище проживання
Річка Манімала є дуже звивистою і, як правило, скелястою з глибокими ямами в деяких місцях або піщаним дно. Він має більш-менш убогу прибережну рослинність. Ширина русла річки коливається від 45 до 110 м, а глибина води в активному каналі протягом літніх сезонів коливається від 0,5 м до 3 м.

## Опис
Тіло завдовжки 21,2 см.